# 15e étape du Tour de France 1999
Pour un article plus général, voir Tour de France 1999.
La 15e étape du Tour de France 1999 s'est déroulée le mardi 20 juillet 1999. Elle part de Saint-Gaudens et arrive à Piau-Engaly.

## Parcours
L'étape enchaîne successivement le col des Ares (2e catégorie), le col de Menté (1re catégorie), le col du Portillon (1re catégorie), le col de Peyresourde (1re catégorie), le col d'Azet (1re catégorie) et, pour la première fois sur le Tour, la station de Piau-Engaly (1re catégorie) où est jugée l'arrivée à 1800 m.

## Classement de l'étape
| \| Classement de l'étape \| Classement de l'étape \| Classement de l'étape \| Classement de l'étape \| Classement de l'étape \| \| Coureur \| Coureur \| Pays \| Équipe \| Temps \| \| --------------------- \| ---------------------- \| --------------------- \| -------------------------------- \| --------------------- \| \| 1er \| Fernando Escartín \| Espagne \| Kelme-Costa Blanca \| 5 h 19 min 49 s \| \| 2e \| Alex Zülle \| Suisse \| Banesto \| + 2 min 01 s \| \| 3e \| Richard Virenque \| France \| Polti \| + 2 min 10 s \| \| 4e \| Lance Armstrong \| États-Unis \| US Postal Service \| DQ \| \| 5e \| Kurt Van de Wouwer \| Belgique \| Lotto-Mobistar \| + 2 min 37 s \| \| 6e \| Ángel Casero \| Espagne \| Vitalicio Seguros-Grupo Generali \| + 2 min 37 s \| \| 7e \| Daniele Nardello \| Italie \| Mapei-Quick Step \| + 2 min 45 s \| \| 8e \| Laurent Dufaux \| Suisse \| Saeco-Cannondale \| + 2 min 45 s \| \| 9e \| Francisco Tomás García \| Espagne \| Vitalicio Seguros-Grupo Generali \| + 3 min 39 s \| \| 10e \| Wladimir Belli \| Italie \| Festina-Lotus \| + 4 min 00 s \| |                        |            |                                  |                 |
| |                        |            |                                  |                 |
| |                        |            |                                  |                 |
| Classement de l'étape |                        |            |                                  |                 |
| Coureur | Coureur                | Pays       | Équipe                           | Temps           |
| 1er | Fernando Escartín      | Espagne    | Kelme-Costa Blanca               | 5 h 19 min 49 s |
| 2e | Alex Zülle             | Suisse     | Banesto                          | + 2 min 01 s    |
| 3e | Richard Virenque       | France     | Polti                            | + 2 min 10 s    |
| 4e | Lance Armstrong        | États-Unis | US Postal Service                | DQ              |
| 5e | Kurt Van de Wouwer     | Belgique   | Lotto-Mobistar                   | + 2 min 37 s    |
| 6e | Ángel Casero           | Espagne    | Vitalicio Seguros-Grupo Generali | + 2 min 37 s    |
| 7e | Daniele Nardello       | Italie     | Mapei-Quick Step                 | + 2 min 45 s    |
| 8e | Laurent Dufaux         | Suisse     | Saeco-Cannondale                 | + 2 min 45 s    |
| 9e | Francisco Tomás García | Espagne    | Vitalicio Seguros-Grupo Generali | + 3 min 39 s    |
| 10e | Wladimir Belli         | Italie     | Festina-Lotus                    | + 4 min 00 s    |

## Classement général
À la suite de cette première étape dans les Pyrénées, le vainqueur de l'étape l'Espagnol Fernando Escartin (Kelme-Costa Blanca) en profite pour gagner trois places et remonter à la seconde place du classement général. Il reste cependant à plus de six minutes du porteur du maillot jaune l'Américain Lance Armstrong (US Postal Service) qui conserve son maillot de leader. L'Espagnol Abraham Olano (ONCE-Deutsche Bank) perd plus de sept minutes sur le vainqueur de l'étape et retombe à la 8e place du classement, dépassé par notamment le Suisse Alex Zülle (Banesto) (qui est toujours 3e). Le Français Stéphane Heulot (La Française des jeux) est l'autre perdant de l'étape, chutant de la 6e à la 18e place du classement général. Au contraire, Ángel Casero (Vitalicio Seguros-Grupo Generali), l'Italien Wladimir Belli (Festina-Lotus) et le Belge Kurt Van de Wouwer (Lotto-Mobistar) profitent de leurs bons résultats pour faire leurs entrées dans le top 10.
| \| Classement général \| Classement général \| Classement général \| Classement général \| Classement général \| \| Coureur \| Coureur \| Pays \| Équipe \| Temps \| \| ------------------ \| ------------------ \| ------------------ \| -------------------------------- \| ------------------ \| \| 1er \| Lance Armstrong \| États-Unis \| US Postal Service \| DQ \| \| 2e \| Fernando Escartín \| Espagne \| Kelme-Costa Blanca \| + 6 min 19 s \| \| 3e \| Alex Zülle \| Suisse \| Banesto \| + 7 min 26 s \| \| 4e \| Laurent Dufaux \| Suisse \| Saeco-Cannondale \| + 8 min 36 s \| \| 5e \| Richard Virenque \| France \| Polti \| + 9 min 46 s \| \| 6e \| Daniele Nardello \| Italie \| Mapei-Quick Step \| + 11 min 33 s \| \| 7e \| Ángel Casero \| Espagne \| Vitalicio Seguros-Grupo Generali \| + 11 min 40 s \| \| 8e \| Abraham Olano \| Espagne \| ONCE-Deutsche Bank \| + 12 min 35 s \| \| 9e \| Wladimir Belli \| Italie \| Festina-Lotus \| + 15 min 16 s \| \| 10e \| Kurt Van de Wouwer \| Belgique \| Lotto-Mobistar \| + 16 min 41 s \| |                    |            |                                  |               |
| |                    |            |                                  |               |
| |                    |            |                                  |               |
| Classement général |                    |            |                                  |               |
| Coureur | Coureur            | Pays       | Équipe                           | Temps         |
| 1er | Lance Armstrong    | États-Unis | US Postal Service                | DQ            |
| 2e | Fernando Escartín  | Espagne    | Kelme-Costa Blanca               | + 6 min 19 s  |
| 3e | Alex Zülle         | Suisse     | Banesto                          | + 7 min 26 s  |
| 4e | Laurent Dufaux     | Suisse     | Saeco-Cannondale                 | + 8 min 36 s  |
| 5e | Richard Virenque   | France     | Polti                            | + 9 min 46 s  |
| 6e | Daniele Nardello   | Italie     | Mapei-Quick Step                 | + 11 min 33 s |
| 7e | Ángel Casero       | Espagne    | Vitalicio Seguros-Grupo Generali | + 11 min 40 s |
| 8e | Abraham Olano      | Espagne    | ONCE-Deutsche Bank               | + 12 min 35 s |
| 9e | Wladimir Belli     | Italie     | Festina-Lotus                    | + 15 min 16 s |
| 10e | Kurt Van de Wouwer | Belgique   | Lotto-Mobistar                   | + 16 min 41 s |

## Classements annexes
| Classement par points | Classement par points | Classement par points | Classement par points | Classement par points |
| Coureur               | Coureur               | Pays                  | Équipe                | Points                |
| --------------------- | --------------------- | --------------------- | --------------------- | --------------------- |
| 1er                   | Erik Zabel            | Allemagne             | Deutsche Telekom      | 240 pts               |
| 2e                    | Stuart O'Grady        | Australie             | Crédit Agricole       | 230 pts               |
| 3e                    | Christophe Capelle    | France                | BigMat-Auber 93       | 158 pts               |
| 4e                    | François Simon        | France                | Crédit Agricole       | 140 pts               |
| 5e                    | George Hincapie       | États-Unis            | US Postal Service     | 139 pts               |

| Classement par points | Classement par points | Classement par points | Classement par points | Classement par points |
| Coureur               | Coureur               | Pays                  | Équipe                | Points                |
| --------------------- | --------------------- | --------------------- | --------------------- | --------------------- |
| 1er                   | Erik Zabel            | Allemagne             | Deutsche Telekom      | 240 pts               |
| 2e                    | Stuart O'Grady        | Australie             | Crédit Agricole       | 230 pts               |
| 3e                    | Christophe Capelle    | France                | BigMat-Auber 93       | 158 pts               |
| 4e                    | François Simon        | France                | Crédit Agricole       | 140 pts               |
| 5e                    | George Hincapie       | États-Unis            | US Postal Service     | 139 pts               |

| Classement de la montagne | Classement de la montagne | Classement de la montagne | Classement de la montagne | Classement de la montagne |
| Coureur                   | Coureur                   | Pays                      | Équipe                    | Points                    |
| ------------------------- | ------------------------- | ------------------------- | ------------------------- | ------------------------- |
| 1er                       | Richard Virenque          | France                    | Polti                     | 237 pts                   |
| 2e                        | Mariano Piccoli           | Italie                    | Lampre-Daikin             | 168 pts                   |
| 3e                        | Lance Armstrong           | États-Unis                | US Postal Service         | DQ                        |
| 4e                        | Fernando Escartín         | Espagne                   | Kelme-Costa Blanca        | 150 pts                   |
| 5e                        | Alberto Elli              | Italie                    | Deutsche Telekom          | 130 pts                   |

| Classement de la montagne | Classement de la montagne | Classement de la montagne | Classement de la montagne | Classement de la montagne |
| Coureur                   | Coureur                   | Pays                      | Équipe                    | Points                    |
| ------------------------- | ------------------------- | ------------------------- | ------------------------- | ------------------------- |
| 1er                       | Richard Virenque          | France                    | Polti                     | 237 pts                   |
| 2e                        | Mariano Piccoli           | Italie                    | Lampre-Daikin             | 168 pts                   |
| 3e                        | Lance Armstrong           | États-Unis                | US Postal Service         | DQ                        |
| 4e                        | Fernando Escartín         | Espagne                   | Kelme-Costa Blanca        | 150 pts                   |
| 5e                        | Alberto Elli              | Italie                    | Deutsche Telekom          | 130 pts                   |

| Classement du meilleur jeune | Classement du meilleur jeune | Classement du meilleur jeune | Classement du meilleur jeune     | Classement du meilleur jeune |
| Coureur                      | Coureur                      | Pays                         | Équipe                           | Temps                        |
| ---------------------------- | ---------------------------- | ---------------------------- | -------------------------------- | ---------------------------- |
| 1er                          | Benoît Salmon                | France                       | Casino                           | 74 h 29 min 48 s             |
| 2e                           | Mario Aerts                  | Belgique                     | Lotto-Mobistar                   | + 9 min 41 s                 |
| 3e                           | Francisco Tomás García       | Espagne                      | Vitalicio Seguros-Grupo Generali | + 17 min 43 s                |
| 4e                           | Francisco Mancebo            | Espagne                      | Banesto                          | + 22 min 01 s                |
| 5e                           | Luis Pérez Rodríguez         | Espagne                      | ONCE-Deutsche Bank               | + 25 min 05 s                |

| Classement du meilleur jeune | Classement du meilleur jeune | Classement du meilleur jeune | Classement du meilleur jeune     | Classement du meilleur jeune |
| Coureur                      | Coureur                      | Pays                         | Équipe                           | Temps                        |
| ---------------------------- | ---------------------------- | ---------------------------- | -------------------------------- | ---------------------------- |
| 1er                          | Benoît Salmon                | France                       | Casino                           | 74 h 29 min 48 s             |
| 2e                           | Mario Aerts                  | Belgique                     | Lotto-Mobistar                   | + 9 min 41 s                 |
| 3e                           | Francisco Tomás García       | Espagne                      | Vitalicio Seguros-Grupo Generali | + 17 min 43 s                |
| 4e                           | Francisco Mancebo            | Espagne                      | Banesto                          | + 22 min 01 s                |
| 5e                           | Luis Pérez Rodríguez         | Espagne                      | ONCE-Deutsche Bank               | + 25 min 05 s                |

| Classement par équipes | Classement par équipes | Classement par équipes | Classement par équipes |
| Équipe                 | Équipe                 | Pays                   | Temps                  |
| ---------------------- | ---------------------- | ---------------------- | ---------------------- |
| 1re                    | Banesto                | Espagne                | 218 h 37 min 07 s      |
| 2e                     | ONCE-Deutsche Bank     | Espagne                | + 6 min 27 s           |
| 3e                     | Festina-Lotus          | France                 | + 11 min 04 s          |
| 4e                     | Mapei-Quick Step       | Belgique               | + 11 min 18 s          |
| 5e                     | Kelme-Costa Blanca     | Espagne                | + 13 min 44 s          |

| Classement par équipes | Classement par équipes | Classement par équipes | Classement par équipes |
| Équipe                 | Équipe                 | Pays                   | Temps                  |
| ---------------------- | ---------------------- | ---------------------- | ---------------------- |
| 1re                    | Banesto                | Espagne                | 218 h 37 min 07 s      |
| 2e                     | ONCE-Deutsche Bank     | Espagne                | + 6 min 27 s           |
| 3e                     | Festina-Lotus          | France                 | + 11 min 04 s          |
| 4e                     | Mapei-Quick Step       | Belgique               | + 11 min 18 s          |
| 5e                     | Kelme-Costa Blanca     | Espagne                | + 13 min 44 s          |